# 盛り場仁義
『盛り場仁義』（さかりばじんぎ）は、1970年に日活で製作された、長谷部安春監督、北島三郎主演の任侠アクション映画。

## キャスト
- 北島三郎 : 中根秀夫
- 里見浩太朗 : 里村浩司
- 三波伸介 : 大市与太郎
- 川地民夫 : 加地幸吉
- 岡崎二朗 : 三田晋次
- 梶芽衣子 : 笠間弥生
- 沖雅也 : 井沢タケシ
- 睦五郎 : 鳴海省吾
- 杉山俊夫 : スッポン松
- 丘みつ子 : 銭屋明子
- 今井健二 : 倉田隆
- 白木マリ : 初江
- 町田祥子 : しのぶ
- 原田千枝子 : 由美
- 戸上城太郎 : 黒坂京之助
- 郷鍈治 : 殺し屋
- 藤竜也 : 殺し屋
- 上田吉二郎 : 佐沼
- 二谷英明[3] : 向井

## スタッフ
- 監督 : 長谷部安春
- 脚本 : 藤井鷹史, 横田与志, 鈴樹三千夫
- 主題歌 : 北島三郎 盛り場仁義
- 音楽 : 鏑木創